# Enicognathus
Enicognathus és un gènere d'ocells de la família dels psitàcids que habita a Argentina i Xile.

## Descripció
Les dues espècies que componen aquest gènere són grosses, mesuren 40 i 37 centímetres de llarg. Tenen la cua llarga i escalada i el bec relativament llarg, amb la part superior més llarga que la inferior. Malgrat aquestes diferències, ambdues espècies comparteixen una coloració de plomatge gairebé idèntica i les plomes semblen encerades, el que porta a la classificació inicial en diferents gèneres.

## Taxonomia
Segons la Classificació del Congrés Ornitològic Internacional (versió 14.2, 2024) aquest gènere està format per dues espècies:
- cotorra de Xile (Enicognathus leptorhynchus).
- cotorra de Magallanes (Enicognathus ferrugineus).